# Вайдгофен-ан-дер-Тая
Вайдгофен-ан-дер-Тая (нім. Waidhofen an der Thaya) — місто в Австрії, у федеральній землі Нижня Австрія.
Центр округу Вайдгофен-ан-дер-Тая. Населення становить 5501 особа (на 1 січня 2018 року). Займає площу 46,05 км².

## Відомі уродженці
- Александр Вюрц